# Cognicide
Cognicide is het eerste studioalbum van de Amerikaanse punkband Western Addiction. Het album werd via Fat Wreck Chords uitgegeven op 1 november 2005. Pas twaalf jaar later zou de band een nieuw studioalbum laten uitgeven, namelijk Tremulous in maart 2017.

## Nummers
1. "Charged Words"
2. "Mailer, Meet Jim"
3. "A Poor Recipe for Civic Cohesion"
4. "The Church of Black Flag"
5. "We Tech Supported a Manipulator"
6. "Incendiary Minds"
7. "It's Funny, I Don't Feel Like a Winner"
8. "When a Good Friend Attacks"
9. "Matrons of the Canals"
10. "Face Cancer"
11. "Corralling Pestilence"
12. "Animals and Children"